# مرکز بین‌المللی پژوهش کشاورزی در مناطق خشک
مرکز تحقیقات بین‌المللی در مناطق خشک (ICARDA) یکی از اعضای گروه مشورتی سابق برای تحقیقات بین‌المللی کشاورزی (CGIAR) و مورد حمایت صندوق این گروه است. مقر این سازمان در کشور سوریه شهر حلب می‌باشد. زیاده پروگرام‌های این سازمان در کشورهای عربی، ایران وافغانستان مورد تطبیق قرار گرفته‌است. دکتر محمود صلح مدیرکل مرکز تحقیقات کشاورزی در مناطق خشک می‌باشد.